# 小行星8540
小行星8540（8540 Ardeberg）是一颗绕太阳运转的小行星，为主小行星带小行星。该小行星于1993年3月19日发现。

## 轨道参数
小行星8540的轨道半长轴为467 392 722 km，3.1242829 UA，离心率为0.212。